# Bengerstorf
Bengerstorf ist eine Gemeinde im Landkreis Ludwigslust-Parchim in Mecklenburg-Vorpommern. Sie wird vom Amt Boizenburg-Land mit Sitz in der nicht amtsangehörigen Stadt Boizenburg/Elbe verwaltet. Das Gemeindegebiet gliedert sich in die Ortsteile Klein Bengerstorf, Groß Bengerstorf und Wiebendorf. Keinen Ortsteilstatus haben die Siedlungen Beckendorf, Bretzin, Karrentin, Köterbusch, Rehmen, Saathorst, Steinfurt, Strittkamm und Zölkow.

## Geografie
Die Gemeinde liegt etwa zehn Kilometer nordöstlich von Boizenburg/Elbe an der Schaale, deren Flusslauf im Bereich von Bengerstorf unter Naturschutz steht. Die Bretziner Heide ist seit 1975 als Naturschutzgebiet ausgewiesen.
Umgeben wird Bengerstorf von den Nachbargemeinden Greven im Norden, Vellahn im Nordosten und Osten, Tessin b. Boizenburg im Süden, Boizenburg/Elbe im Südwesten sowie Gresse im Westen.

## Geschichte
In der Bretziner Heide zeugen Hügelgräber aus der Bronzezeit von einer sehr frühen Besiedelung.
Bengerstorf und Karrentin wurden 1230 im Ratzeburger Zehntregister als Dörfer im Land Boizenburg erstmals urkundlich erwähnt, wobei Bengerstorf als Bunserstorpe bezeichnet wurde. Im Landbederegister von 1453 finden sich mit Villa Bengerstorpe und Villa Averschalschen Bengerstorpe bereits zwei Bengerstorf, die im Landbederegister von 1462 dann erstmals als Groten und Lutken Bengerstorpe voneinander unterschieden wurden.
Groß Bengerstorf wurde am 1. Juli 1950 nach Klein Bengerstorf eingemeindet. Die heutige Gemeinde entstand am 1. Januar 2005 aus dem Zusammenschluss der bis dahin selbständigen Gemeinden Klein Bengerstorf und Wiebendorf.
Im Ortsteil Wiebendorf wurde zwischen 1880 und 1886 eine neugotische Wohnhaussiedlung errichtet. Wiebendorf belegte in den letzten Jahren beim Landeswettbewerb „Unser Dorf soll schöner werden – Unser Dorf hat Zukunft“ vordere Plätze. In Groß und Klein Bengersdorf sind mehrere niederdeutsche Hallenhäuser und Hallenscheunen sehenswert.

## Politik

### Gemeindevertretung
Der Gemeinderat besteht (inkl. Bürgermeisterin) aus neun Mitgliedern. Bei der Wahl zum Gemeinderat am 26. Mai 2019 erzielte die Wählergruppe „Bengerstorf“ 100 % der Stimmen.

### Dienstsiegel
Die Gemeinde verfügt über kein amtlich genehmigtes Hoheitszeichen, weder Wappen noch Flagge. Als Dienstsiegel wird das kleine Landessiegel mit dem Wappenbild des Landesteils Mecklenburg geführt. Es zeigt einen hersehenden Stierkopf mit abgerissenem Halsfell und Krone und der Umschrift „GEMEINDE BENGERSTORF • LANDKREIS LUDWIGSLUST-PARCHIM“.

## Kultur

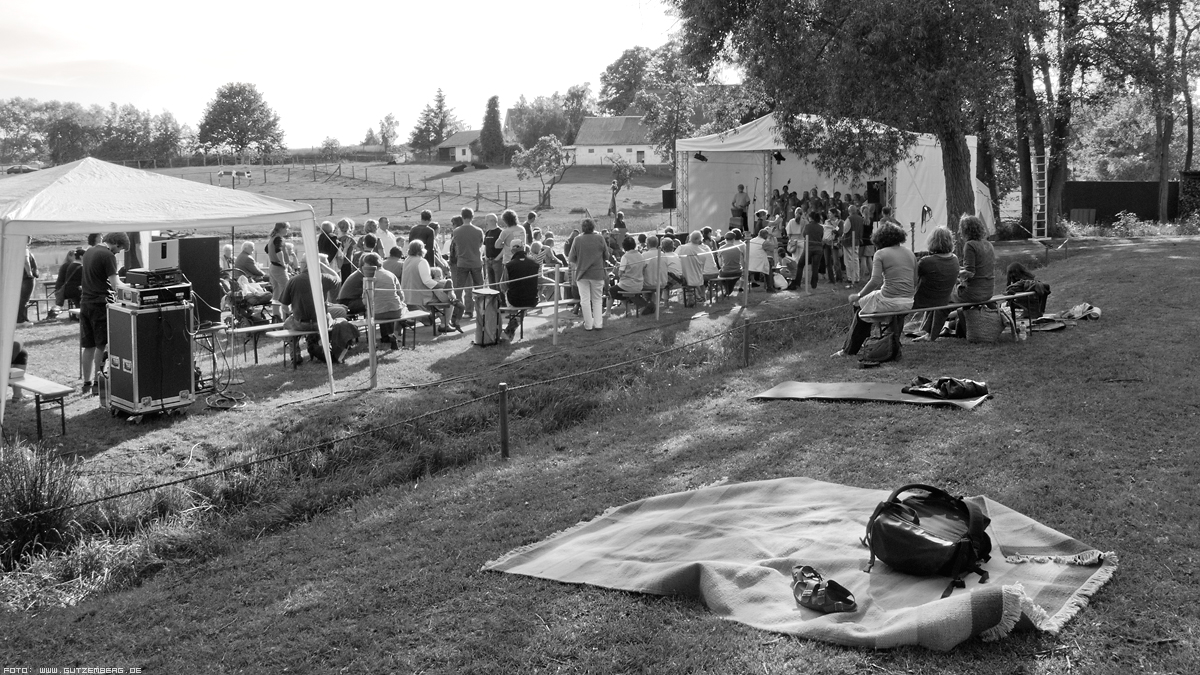
Teich und Töne – Weltmusikfestival 2010

Seit 2007 gibt es mit dem jährlichen Teich & Töne Kulturfestival zwischen Mai und Juni ein Fest mit Musik und Theater am zentralen Dorfteich des Ortsteils Groß Bengerstorf. Traditionell findet am Sonntag ein Kinderfest mit vielen Attraktionen wie Musik, Kinderchor, Mitmachmuseum, Eselreiten, Kinderschminken etc. statt.

## Sehenswürdigkeiten

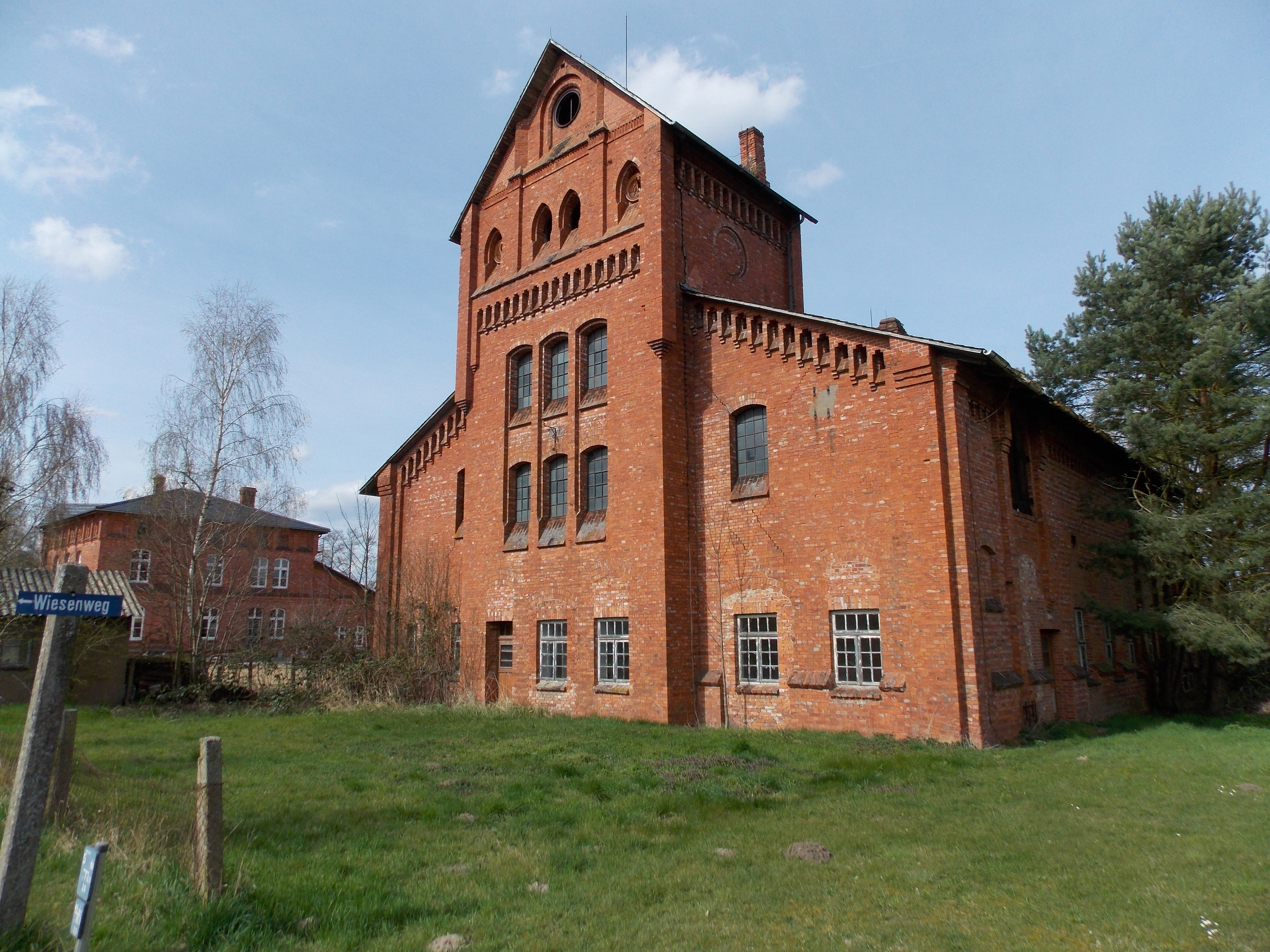
Wasserturm mit Pferdestall des Gutes Wiebendorf

- Erhaltene Bauten des Gutes Wiebendorf, der Hauptbau des Gutshauses wurde 1943/45 zerstört